# ロッテルダム国際園芸博覧会

ロッテルダム国際園芸博覧会（ロッテルダムこくさいえんげいはくらんかい, Rotterdam International Horticultural Exhibition）は、1960年にオランダのロッテルダムで開催された国際園芸博覧会であり、博覧会国際事務局から認定された国際博覧会（特別博）である。国際園芸家協会が設立して初めて開かれた。

## Gallery

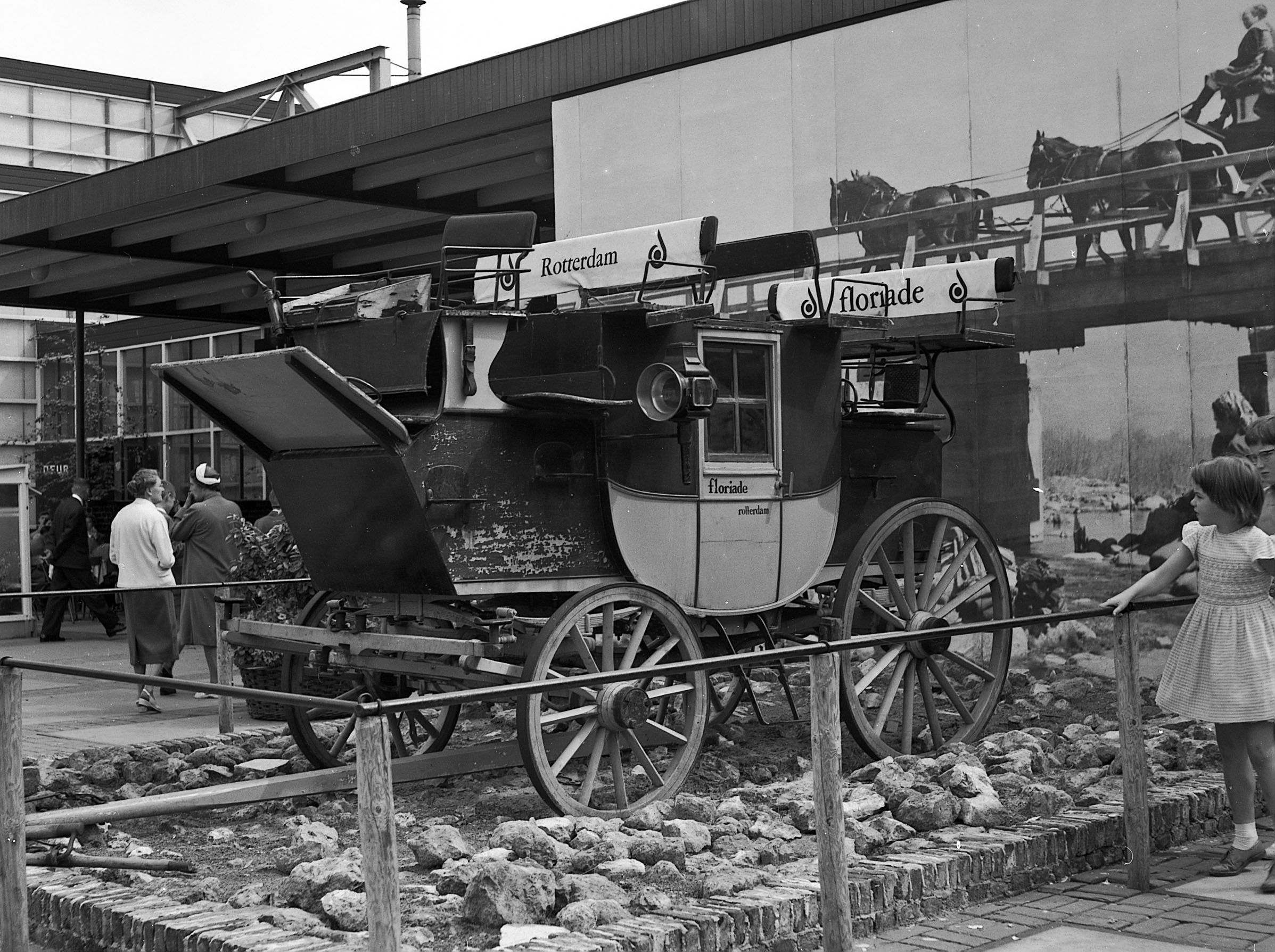
チューリップ駅馬車
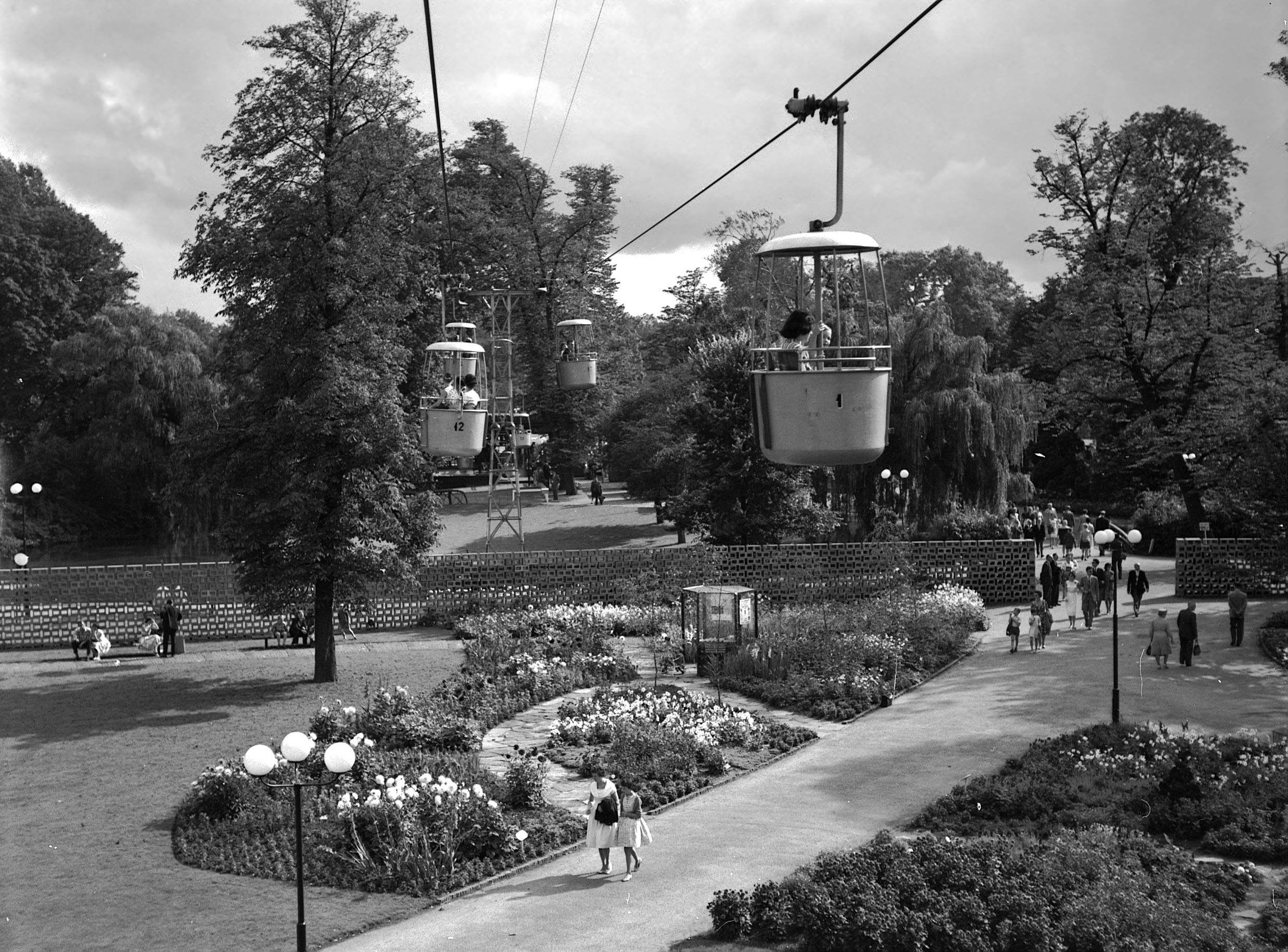
空飛ぶゴンドラ
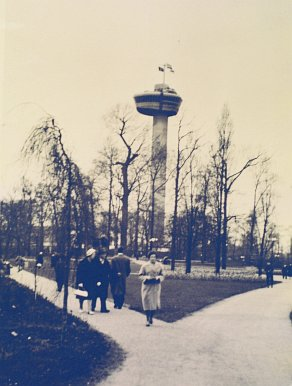
ユーロマスト
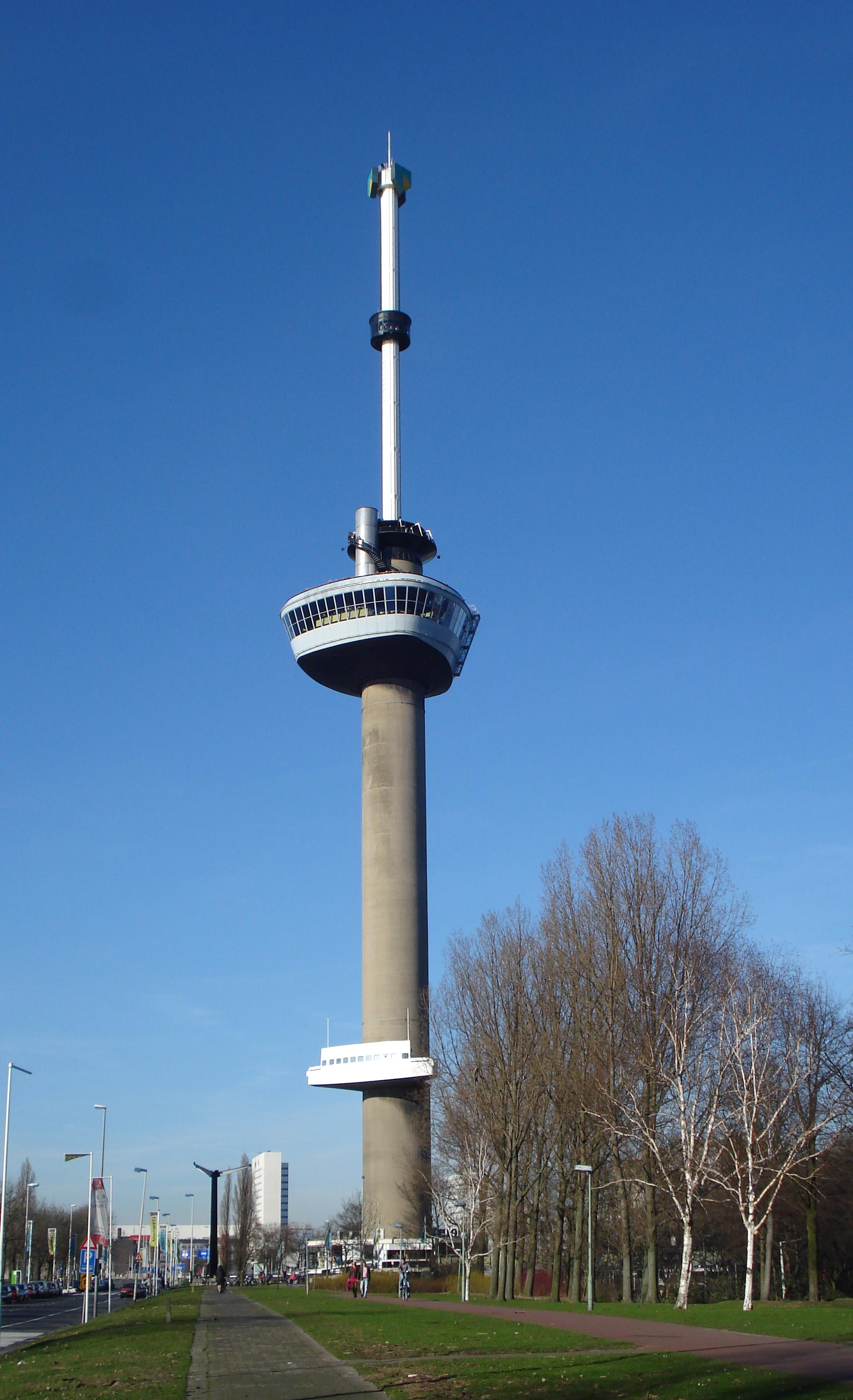
ユーロマスト